# Liogenys xanthocera
Liogenys xanthocera är en skalbaggsart som beskrevs av Edgar von Harold 1869. Liogenys xanthocera ingår i släktet Liogenys och familjen Melolonthidae. Inga underarter finns listade i Catalogue of Life.